# 로그 (수학)

다양한 로그 곡선. 붉은 색은 밑이 e, 초록색은 밑이 10, 보라색은 밑이 1.7이다. 밑 값에 상관없이 모든 로그곡선은 (1, 0)을 지난다.

로그(영어: logarithm 로가리듬[*])는 지수 함수의 역함수이다. 어떤 수를 나타내기 위해 고정된 밑을 몇 번 거듭제곱하여야 하는지를 나타낸다. 
간혹, 나눗셈의 반복으로도 여길 수 있다. 가령, <{\displaystyle 8\div 2\div 2\div 2=1}>을 <{\displaystyle \log _{2}8=3}>으로 나타낼 수 있다. 이는 {\displaystyle 8}을 {\displaystyle 2}로 {\displaystyle 3}번 나누면 {\displaystyle 1}이 된다는 것을 간단히 나타낸 것을 예로 든 것이다. 그리고, {\displaystyle N}을 {\displaystyle a}로 {\displaystyle n}번 나누어야 {\displaystyle 1}이 된다는 것을 나타낼 시 역시{\displaystyle N\div \underbrace {a\div a\div a\div \dots \dots a} _{n}.=1} 대신 <{\displaystyle \log _{a}N=n}>으로 간단히 표기할 수 있다.
이른 17세기에 곱하기 및 나누기의 계산을 간편하게 해내기 위해 존 네이피어가 발명한 것으로 알려져 있다. 복잡한 단위의 계산을 간편하게 계산할 수 있다는 장점 때문에, 로그표 및 계산자 등의 발명품과 함께 세계적으로 여러 분야의 학자들에게 널리 퍼졌다.
지수에 대비된다는 의미에서 중국과 일본에서는 대수(對數)로 부르기도 하나, 대수(代數, algebra)와 헷갈리기 쉬우므로 로그라는 용어를 사용하는 것이 일반적이다.

## 정의

### 지수함수적 정의
이 때 {\displaystyle \log _{a}N}에서 {\displaystyle a\neq 1}이어야 하는 이유는 {\displaystyle 1}의 거듭제곱은 모두 {\displaystyle 1}이기 때문에, 지수에 어떠한 값이 오더라도 {\displaystyle 1}이 되어 의미가 없어지기 때문이다. 그리고 위에서의 {\displaystyle x}값의 범위는 모든 실수이다. 즉, 실수를 로그를 통해 나타낼 수가 있는 것이다. 즉, {\displaystyle 1^{n}}의 {\displaystyle n}이 어떤 값이 되더라도 결과는 항상 {\displaystyle 1}이 되므로 이 {\displaystyle n}의 값은 하나로 정할 수 없기 때문이라는 점도 될 수 있다.
또한, {\displaystyle N\div \underbrace {a\div a\div a\div \dots \dots a} _{n}.=1}을 <{\displaystyle \log _{a}N=n}>으로 간단히 표현하는 경우를 비롯하여 로그 식은 나눗셈식의 변형으로도 여길 수 있는 한편, {\displaystyle N\div \underbrace {1\div 1\div 1\div \dots \div 1} _{n}}과 같이 어떤 수를 {\displaystyle N}으로 가정 했을 때 {\displaystyle N}을 {\displaystyle 1}로는 어떻게 여러 번 나누어도 항상 같은 값의 {\displaystyle N}만이 나오므로, 제시된 {\displaystyle n}의 값은 결국 정할 수 없으므로 {\displaystyle \log _{1}N}의 값은 정의할 수 없기 때문에  {\displaystyle \log _{a}N}에서 {\displaystyle a\neq 1}이 된다고도 할 수 있다.

### 적분을 이용한 정의
위의 정의에 따르면, 로그를 정의하기 위하여 지수함수가 필요하다. 하지만 지수함수를 명확히 정의하는 데에는 어려움이 따른다. 따라서 레온하르트 오일러는 적분을 이용하여 로그를 정의하고, 이의 역함수를 지수함수라고 정의하였다.

다항함수의 적분에 대해서 다음과 같은 사실이 잘 알려져 있다.
{\displaystyle \int x^{n}dx={\frac {1}{n+1}}x^{n+1}+C}
이 때, {\displaystyle n=-1}인 경우, 즉
{\displaystyle \int {\frac {1}{x}}dx}
의 경우에는 답이 알려져 있지 않았다. 오일러는 로그함수를 다음과 같이 정의했다.
{\displaystyle \int _{1}^{t}{\frac {1}{x}}dx=\ln t}
이제 이 함수의 역함수를 생각해보자. 역함수의 미분의 법칙에 의해서 다음이 성립한다.
{\displaystyle {dy \over dx}={\frac {1}{dx \over dy}}}
따라서 이 함수의 역함수의 미분은 다음과 같다.
{\displaystyle {dy \over dx}={\frac {1}{\frac {1}{y}}}=y}
그러므로 이 함수를 미분하면 항상 같은 함수가 된다. 이를 우리는 다음과 같은 함수로 정의할 수 있다.
{\displaystyle y=e^{x}}
이를 지수함수라 칭하고, 여기에서 정의되는 상수 {\displaystyle e}를 자연상수라고 한다. 또한 우리는 일반적인 밑을 가진 지수함수를 정의할 수도 있다.
{\displaystyle e^{x\ln a}=a^{x}}
이와 같이 적분을 이용해 로그와 지수함수를 정의할 수 있다.

## 특징
로그 함수는 다음과 같은 특수한 특징을 가지고 있다.
| 상수 법칙    | {\displaystyle \log _{a}1=0,\log _{a}a=1}                                                               |
| 덧셈 법칙    | {\displaystyle \log _{a}xy=\log _{a}x+\log _{a}y}                                                       |
| 뺄셈 법칙    | {\displaystyle \log _{a}{\frac {x}{y}}=\log _{a}x-\log _{a}y}                                           |
| 지수 법칙    | {\displaystyle \log _{a}x^{b}=b\log _{a}x}                                                              |
| 밑 변환 법칙 | {\displaystyle \log _{b}x={\frac {\log _{k}x}{\log _{k}b}}} (단, {\displaystyle k>0,{\mbox{ }}k\neq 1}) |
| 역수 법칙    | {\displaystyle \log _{b}x={\frac {1}{\log _{x}b}}} (단, {\displaystyle b\neq 1})                        |

이러한 특징을 이용해, 복잡한 곱셈 문제를 단순한 덧셈 문제로 바꾸어 풀 수 있다.

## 표기
로그의 표기는 일반적으로 {\displaystyle \log _{a}x}의 꼴로 표기하나, 밑이 특수한 경우에는 다르게 표기한다. 밑이 자연로그 {\displaystyle e}인 경우 {\displaystyle \ln x}로 표기하며, 밑이 2인 경우에는 극히 드물게 {\displaystyle {\displaystyle {\textrm {lb}}}\ x}로 표기하기도 한다. 또한, 밑이 10인 경우 {\displaystyle \lg x}라고 표기하는 경우도 존재한다. 하지만, 많은 수학자들과 과학자들은 이들 모두를 {\displaystyle \log x}라고 표기하거나 위와 같은 표기에 밑을 추가하여 표기한다. 국제 표준화 기구에 따르면 밑을 2로 가지는 이진 로그는 {\displaystyle {\displaystyle {\textrm {lb}}}\ x}, 밑을 {\displaystyle e}로 가지는 자연 로그는 {\displaystyle \ln x}, 밑을 10으로 가지는 상용 로그는 {\displaystyle \lg x}라 표기하는 것을 권고하고 있다.

## 역사

### 기원
기원전 2000년~1600년의 바빌로니아인들은 4분-제곱 곱셈법으로 두 개의 숫자를 오로지 덧셈과 뺄셈, 그리고 제곱표를 이용하여 곱하는 방법을 개발해내었다.
{\displaystyle {\frac {(x+y)^{2}}{4}}-{\frac {(x-y)^{2}}{4}}=xy}
그러나 나눗셈에 대해서는 추가적인 역방향 표를 사용하지 않는다면 그 방법을 사용할 수 없었다. 큰 수의 곱셈을 정교하게 계산하기 위해서 1817년까지는 좀 더 큰 4분-제곱수 표를 사용하였다.
미하엘 슈티펠은 1544년 뉘른베르크에서 정수 및 2의 제곱에 대한 표를 《산술백과Arithmetica integra》에 수록하였는데, 현대에는 이를 가장 이른 로그표로 본다.
16, 17세기에 곱셈과 나눗셈을 단순화하기 위해 삼각법이 도입되었는데, 이는 다음과 같은 코사인의 법칙을 이용하였으며 이를 프로스타페레시스(prosthaphaeresis)라고 부른다.
{\displaystyle \cos \,\alpha \,\cos \,\beta ={\frac {1}{2}}[\cos(\alpha +\beta )+\cos(\alpha -\beta )]}
하지만 로그는 좀 더 직관적이고 적은 노력을 요한다. 복소수를 이용하여 이 둘이 기본적으로 같은 기법임을 보일 수 있다.

### 네이피어에서 오일러까지
로그법은 존 네이피어에 의해 1614년 《로그의 법칙의 놀라움에 대한 서술Mirifici Logarithmorum Canonis Descriptio》에서 발표되었다. 요스트 뷔르기도 독립적으로 로그를 발명하였으나, 네이피어보다 6년 늦게 발표하였다. 자신의 천문력을 집필하는 데에 로그표를 광범위하게 활용한 요하네스 케플러는 그 저작물을 네이피어에게 헌정하면서 다음과 같이 언급했다.
...유스투스 뷔르기우스(요스트 뷔르기를 말함)는 계산에 역점을 둠으로써 네이피어의 체계가 등장한 것보다 수 년 전에 로그를 생각해냈다. 그러나 ...공공에 이익이 되도록 그의 자식을 키우는 대신 태어나자 마자 버리는 쪽을 택했다.— 요하네스 케플러, Rudolphine Tables (1627)

네이피어가 활동하던 당시 사인값은 현재와 정의가 많이 달랐다. 현재의 사인값은 반지름이 단위길이 1인 원을 기준으로 계산하지만 네이피어 당시에는 매우 큰 값(네이피어의 경우에는 107을 사용했다.)을 반지름으로 가지는 원에 대하여 사인값을 계산하였다. 이러한 큰 값을 간단하게 나타내기 위하여 네이피어가 도입한 것이 바로 로그법이다.
네이피어가 로그에 접근한 것은
반복적인 뺄셈으로, 네이피어는 (1 − 10−7)L의 값을 L이 1에서 100일 때까지 계산해 내었다. L이 100일 때 수식의 값은 약 0.99999 = 1 − 10−5이다. 네이피어는 이들의 곱, 107(1 − 10−5)L의 값을 L이 1에서 50인 경우까지 모두 계산하였고, 비슷한 방식으로 0.9998 ≈ (1 − 10−5)20과 0.9 ≈ 0.99520의 곱도 계산하였다. 20년에 걸친 이러한 계산을 통해 그는 5에서 천만 사이의 숫자에 대해 다음의 등식을 만족시키는 L값을 모두 찾아냈다.
{\displaystyle N=10^{7}(1-10^{-7})^{L}}
네이피어는 처음에 L을 "인공수"(artificial number)라고 불렀으나, 이후에 비율을 의미하는 "로그"(logarithm)라는 이름으로 소개했다. 그리스어 λόγος(logos)는 '부분'을 의미하며, ἀριθμός(arithmos)는 '숫자'를 뜻한다. 현대적 표현법으로 나타낸 자연로그와의 관계는 다음과 같다.
{\displaystyle L=\log _{1-10^{-7}}{\frac {N}{10^{7}}}\approx 10^{7}\log _{\frac {1}{e}}{\frac {N}{10^{7}}}=-10^{7}\log _{e}{\frac {N}{10^{7}}}}
이 때 다음과 같은 근사치가 사용된다.
{\displaystyle (1-10^{-7})^{10^{7}}\approx {\frac {1}{e}}}
이 발명은 빠르게 그리고 널리 알려지며 극찬 받았다. 이탈리아의 보나벤투라 카발리에리, 프랑스의 에드먼드 윈게이트, 중국의 펭조, 독일의 요하네스 케플러 등이 이 개념을 확산시키는데 공헌하였다.
1647년 그레고리 드 세인트 빈센트는 함수 f(t)를 x = 1부터 x = t까지의 쌍곡선의 면적이라 두었을 때 다음과 같은 식이 만족함을 보임으로써 쌍곡선과 로그를 관련지었다.
{\displaystyle f(tu)=f(t)+f(u)}
자연로그는 수학 교사 존 스피델이 1619년 표를 작성하였고, 니콜라스 머카터의 1668년작 Logarithmotechnia에서 서술되었다. 1730년경, 레온하르트 오일러는 자연로그와 지수함수를 다음과 같은 극한식으로 정의하였다.
{\displaystyle e^{x}=\lim _{n\rightarrow \infty }(1+x/n)^{n},}
{\displaystyle \ln(x)=\lim _{n\rightarrow \infty }n(x^{1/n}-1).}
오일러는 또한 두 함수는 서로의 역함수임을 증명하였다.

### 로그표, 계산자, 그리고 역사적 응용
로그는 계산을 간단히 하는데 큰 도움을 주었고, 이에 과학, 특히 천문학의 발전에 기여했다. 로그는 특히 항해술과 통계학에 큰 도움을 주었다. 라플라스는 로그에 대해 다음과 같이 언급했다.
수 달간의 노동을 며칠로 줄여 주고, 천문학자의 삶을 배로 늘려 주며, 오차와 기나긴 계산에 시달리지 않도록 해주는 경이로운 발명이다.— 라플라스

계산기와 컴퓨터가 없던 시절 로그의 활용을 용이하게 해준 핵심 도구는 로그표였다. 로그표는 1617년 헨리 브릭스에 의해 처음 작성되었고, 이는 네이피어의 발명 직후이다. 후에, 좀더 큰 정확도와 범위를 가진 표가 작성되었다. 이 표들은 일정한 b(보통 10)와 일정 범위 내의 x에 대하여 logb(x)와 bx의 값이 모두 작성되어 있다. 예를 들어, 브릭스의 로그표는 상용로그값이 소수점 아래 8자리까지 1에서 1000의 값에 대해 작성되어 있었다. 함수 f(x)=bx가 logb(x)의 역함수이기 때문에, 이 함수는 역로그함수라고도 불린다. 두 수 c와 d의 곱과 비율은 그들의 로그값의 합과 차로 쉽게 계산할 수 있었다.
{\displaystyle cd=b^{\log _{b}(c)}\,b^{\log _{b}(d)}=b^{\log _{b}(c)+\log _{b}(d)}\,}
그리고
{\displaystyle {\frac {c}{d}}=cd^{-1}=b^{\log _{b}(c)-\log _{b}(d)}.\,}
또한 제곱 및 제곱근도 쉽계 계산할 수 있었다. 제곱 및 제곱근을 계산하는 데에는
{\displaystyle c^{d}=(b^{\log _{b}(c)})^{d}=b^{d\log _{b}(c)}\,}
및
{\displaystyle {\sqrt[{d}]{c}}=c^{\frac {1}{d}}=b^{{\frac {1}{d}}\log _{b}(c)}.\,}
의 식을 사용할 수 있다.
많은 로그 표에서는 로그의 값을 자연수 부분과 소수 부분으로 나누어 제공하는데, 이를 지표와 가수라 한다. 지표와 가수를 이용하면 본래의 자연수가 몇 자리인지, 첫 번째 숫자가 무엇인지를 알 수 있다.
로그 표는 한정된 지면에 많은 수를 적어넣어야 하므로 적어넣을 수 있는 수의 종류에는 한계가 존재한다. 따라서 그 범위 이외의 로그 값을 구하려면 약간의 간략화가 필요하다. 예를 들어, 1부터 100까지의 수를 나타낸 로그표에서 로그 257의 로그값을 구하기 위해서는 다음과 같은 식을 사용할 수 있다.
{\displaystyle \log _{10}(257)=\log _{10}(10\cdot 25.7)=1+\log _{10}(25.7)\approx 1+\log _{10}(25)}

로그를 이용하면 계산자로도 더 쉬운 계산을 할 수 있다. 이는 로그의 덧셈이 수의 곱셈을 의미한다는 것의 응용이다. 아래의 그림을 예로 들어 보자.

계산자의 도식적 묘사. 아래 자의 2부터 시작하여 위쪽 자의 3까지 거리를 더하면 곱 6에 도달한다. 계산자는 1에서 x 까지의 거리가 로그 x에 비례하도록 표시되어 있기 때문에 작동하는 것이다.

위의 그림에서 우리는 2와 3을 곱하려 한다. 이를 위해 우선 하나의 로그자에서 2를 찾는다. 그 후 다른 로그자에서 3을 찾는다. 하나의 로그자를 다른 로그자 위에서 미끄러트려, 원점이 2를 나타내는 점에 맞도록 한다. 그리고, 미끄러트린 자에서 3이 고정된 자에서는 어떠한 부분을 가리키는지를 찾도록 한다. 위의 그림에서 보듯이 결과는 6이 나타나게 된다. 이는 log(2)+log(3)=log(2*3)임을 응용한 방법이다.

## 해석학적 특징
어떤 함수의 특징에 대해 논하기 위해서는 이 함수의 연속성, 미분가능성, 적분가능성, 대칭성 등에 관하여 논해야 한다.

### 로그는 함수인가?
우선 로그가 함수인지부터 따져 보자. 디리클레가 내린 함수의 정의는 다음과 같다.
변수 x와 y 사이에 x의 값이 정해지면 따라서 y값이 정해진다는 관계가 있을 때, y는 x의 함수라고 한다.
지수함수에서, 1이 아닌 양수 a에 대하여 변수 x와 y 사이의 관계는 다음과 같다.
{\displaystyle y=a^{x}}
이 함수의 어떠한 x의 값에 대해서도 우리는 어떤 양수 값 y를 찾을 수 있다. 따라서 지수함수는 실제로 함수가 맞다는 결론을 내릴 수 있다.
이 함수의 극한값과 실값이 같기 때문에, 연속의 정의에 따라 지수함수는 연속이라고 할 수 있다. 0보다 큰 y는 적당한 x0 와 x1 에 대해서 f(x0)과 f(x1) 사이에 존재한다. 따라서 f(x)=y는 해를 가진다. 또한, 지수함수는 단조함수이기 때문에, 한 개의 y에 대하여 두 개 이상의 x값을 가질 수 없다. 따라서 f(x)=y는 유일한 해 하나를 가지고, 우리는 이를 로그 함수라고 부른다.

### 역함수의 존재
위에서 밝힌 것과 같이, 지수함수의 역함수는 로그함수이다. 따라서 로그함수의 역함수는 지수함수라 할 수 있다. 여기서, 지수함수는 (-∞ , ∞)의 수 범위를 (0 , ∞)로 바꾸어 주는 함수이므로, 이의 역함수인 로그함수는 (0 , ∞)의 정의역을 가지게 된다.

### 연속성
지수함수와 로그함수가 서로 역관계이므로, 지수함수가 연속함수이면 로그함수 또한 연속함수임을 확인할 수 있다. 지수함수가 연속임을 보이기 위해서는 입실론-델타 논법이 필요하다. 0과 ea 사이에 있는 임의의 ε에 대하여 우리는 다음과 같은 δ를 생각할 수 있다.
{\displaystyle \delta =\min {\left\{\ln \left(1+{\frac {\epsilon }{e^{a}}}\right),-\ln \left(1-{\frac {\epsilon }{e^{a}}}\right)\right\}}}
이러한 δ로 우리는 |ex - ea|<ε인 ε이 항상 존재함을 보일 수 있다. 따라서 지수함수는 연속이고, 이에 따라 역함수인 로그함수 또한 연속임을 밝힐 수 있다.

### 미분
지수함수는 미분이 가능하다. 따라서, 로그함수는 지수함수의 역함수이므로, 로그함수의 미분도 계산할 수 있다. 역함수의 미분법에 의해
{\displaystyle {\frac {d}{dx}}\log _{b}x={\frac {1}{x\ln b}}}
가 성립한다. b가 자연상수 e라면 위 식은 다음과 같이 바뀐다.
{\displaystyle {\frac {d}{dx}}\ln x={\frac {1}{x}}}
또한 연쇄 법칙에 의해 다음과 같은 식을 유도할 수 있다.
{\displaystyle {\frac {d}{dx}}\ln {f(x)}={\frac {f'(x)}{f(x)}}}
이를 로그미분법이라 한다. 다양한 종류의 미분방정식을 풀 때 이러한 방법이 사용된다.

### 적분
로그의 적분은 단순한 방법으로는 불가능하고, 부분적분법을 사용하여야 한다.
{\displaystyle \int f(x)g'(x)dx=f(x)g(x)-\int f'(x)g(x)dx}
f(x)에 ln(x)를, g ' (x)에 1을 대입하면 다음과 같다.
{\displaystyle \int \ln(x)dx=x\ln x-x+C}
밑이 e가 아닌 로그의 경우에도 위와 같이 계산할 수 있다.

### 적분과 로그
자연로그 {\displaystyle \ln t}는 다음과 같은 방법으로 계산할 수 있다.
{\displaystyle \ln t=\int _{1}^{t}{\frac {1}{x}}dx}
다시 말해, t>1에서 자연로그는 함수 1/x의 x = 1부터 t까지의 아래 면적과 같으며, t<1일 때에는 x = t부터 1까지의 면적에 -1을 곱한 것과 같다.
이 정의에 의해, {\displaystyle \ln tu=\ln t+\ln u}와 {\displaystyle \ln t^{r}=r\ln t} (단, r은 유리수)의 연산 법칙들이 성립한다는 것을 보일 수 있다.
1647년 그레고리 드 세인트 빈센트는 쌍곡선의 면적이 f(tu) = f(t)+f(u)의 성질을 만족한다는 사실을 보였다. 함수 y = 1/x는 쌍곡선 함수이므로, 위와 같은 성질을 만족하는 함수는 모두 로그 함수로 표현할 수 있고, 그래야만 한다.

### 수렴성
로그의 값은, 만약 로그의 밑이 0과 1 사이라면 x의 값이 무한대로 갈때 음의 무한으로 발산하고, 밑이 1보다 크다면 x의 값이 무한대로 갈 때 양의 무한으로 발산한다. 이는 함수 y = 1/x의 넓이가 무한히 발산한다는 것을 의미한다.
로그의 적분값의 형태는 조화수열과 상당히 유사해 보인다. 이를 이용하여 오일러와 마스케로니는 독자적으로 Euler-Mascheroni constant(오일러-마스케로니 상수 항목 참조)를 고안해 내었고, 이는 다음과 같이 표현할 수 있다.
{\displaystyle \gamma =\lim _{n\rightarrow \infty }\left(\sum _{k=1}^{n}{\frac {1}{k}}-\ln(n)\right)=\int _{1}^{\infty }\left({1 \over \lfloor x\rfloor }-{1 \over x}\right)\,dx}
이 값은 소수점이하 50자리까지 다음과 같이 구해진다.
0.57721 56649 01532 86060 65120 90082 40243 10421 59335 93992

### 초월성
로그는 초월함수의 대표적인 예 중 하나이다. 실제로 ln 2가 초월수임이 증명되어 있다. 또한, 특수한 경우를 제외한 거의 대부분의 상수가 로그 함수에 통과되면 초월수가 된다는 것이 증명되어 있다.

### 복소수로의 확장
복소수의 로그값은 오일러 함수를 통해 구해질 수 있다. 우리는 일반적으로 복소수를 다음과 같은 방법으로 지수함수로 나타낼 수 있다.
{\displaystyle z=a+bi=r(\cos \theta +i\sin \theta )}
이 때
{\displaystyle r={\sqrt {a^{2}+b^{2}}},\tan \theta ={\frac {b}{a}}}
오일러 공식에 의해
{\displaystyle z=re^{i\theta }}
양변에 자연로그를 취하면
{\displaystyle \ln z=\ln r+i\theta }
가 된다. 즉, 복소수의 로그값의 실수부는 복소수의 절댓값의 로그값이며, 허수부는 복소수의 기울기이다.
복소수의 로그값을 취할 수 있게 됨으로써, 우리는 복소수의 복소수 제곱을 계산할 수 있게 되었다. 간단히 ii을 계산해 보면,
{\displaystyle i^{i}=e^{i\ln i}=e^{i{\frac {\pi }{2}}i}=e^{-{\frac {\pi }{2}}}}
따라서 허수 i의 i제곱은 실수임을 알 수 있다.

## 활용
로그는 수학 내적으로도 많이 사용되지만, 외적으로도 많이 사용된다. 이들 중에는 크기 불변의 개념과 관련되는 것들이 많다. 예를 들면, 앵무 조개 껍질의 안쪽 나선의 원점으로부터 길이는 일정한 인자로 증가하며 배열되어 있고, 이는 로그와 몹시 흡사하다. 따라서 우리는 이를 보고 로그나선이라 한다. 첫 자리 수의 분배에 관한 벤포드의 법칙 또한 이로 설명된다. 또한, 로그는 자기유사성과 관련을 가진다. 문제를 두 개의 비슷한 문제로 나누어 그들의 해답을 구하고, 이들을 이어 붙여 푸는 알고리즘 분석에서 로그를 사용한다. 지리적 구조의 어떤 부분은 그 전체의 모습과 닮았는데, 이 또한 로그에 기초한다. 로그는 치올콥스키 로켓 방정식이나 네른스트 방정식과 같은 과학적 공식에도 많이 등장한다.

### 로그 단위 환산

#### 수치 변환
과학적인 양은 다른 양의 로그자로써 종종 표현된다. 예를 들면, 데시벨은 소리에 대한 로그 단위 지표이다. 보통 일률이나 전압을 로그 비율로 변환하여 이에 10배 혹은 20배 한 것을 데시벨이라 칭한다. 또한, 로그는 전기적 신호의 송신에서의 전압 단계의 감소를 수치화시키고 음향장치 소리의 일률 등급을 정하며, 광학에서 빛의 세기와 흡수력을 정하는 데에 사용된다. 신호와 관계되지 않은, 원치 않는 잡음을 정의하는 신호와 잡음 비율 또한 데시벨로써 측정된다. 비슷한 맥락에서, 최고점의 신호 대 잡음 비율은 소리의 질을 측정하거나 영상을 압축하는데 사용한다.
지진의 세기는 균열로부터 내뿜어지는 에너지의 로그로서 측정된다. 이는 순간 지진 규모 등급이나 리히터(릭터) 등급에 사용된다. 진도 5의 지진은 진도 4의 지진의 10배에 해당하는 에너지를 내뿜는다. 별의 세기 또한 별에서 받아지는 에너지를 로그로 전환한다. 화학에서의 pH 세기는 물에서 이온 상태로 존재하는 수소이온의 음의 로그 값이다. 식초의 pH는 3 정도이고, 물의 pH는 7 정도이다. 따라서 중성 물에서 수소 이온은 10-7mol/L이고, 식초의 수소 이온은 10-3mol/L이다. 이는 pH가 낮을수록 수소 이온의 몰 수는 증가한다는 것을 의미한다.

#### 로그 그래프
로그는 범위를 줄여준다는 점에서 그래프에도 사용한다. 보통 십만이나 백만 단위의 그래프를 알기 쉽게 보여주기 위해 로그 그래프를 사용한다. 보통 수직 축에 로그 단위를 넣으나, 수평 축에만 혹은 둘 다 넣는 경우도 있다. 로그 그래프는 1부터 1000까지 증가하는 모습과 1000부터 백만까지 증가하는 모습을 동일한 거리 내에서 나타낼 수 있다는 점이다. y축이 로그인 수직 평면에서, 지수함수 f(x)= abx는 일반 평면에서의 일차함수와 같이 직선 형태를 나타낸다.

#### 피츠의 법칙
피츠의 법칙은 사람들의 예측에 관한 법칙이다. 어떤 사람이 목표지점으로 이동하는 데 필요한 시간을 예측하는 법칙으로, 표적까지의 거리와 표적의 크기의 로그함수에 관련되어 나타난다고 말한다.

#### 베버-페히너 법칙
베버-페히너 법칙은 사람이 운반하는 것의 실제 무게와 사람이 느끼는 무게와의 상관관계를 로그로 나타낼 수 있다는 것으로, 자극과 감각 사이에 로그의 관계가 있다는 것을 말해준다. 하지만 이 법칙은 스티븐스의 멱함수 법칙과 같은 최근의 모델보다 부정확하다.

#### 선형추정의 법칙
선형추정의 법칙은 어린아이들이 수를 이해하는 방법에 대해 말한다. 어린아이들에게 수직선에 수를 표시하라고 말하면 로그자와 같이 표시하는데, 충분히 교육받은 나이의 아이에게 이를 표시하라고 말하면 수직선을 등분하여 표시한다. 이것은 인간이 본질적으로 수를 로그와 같이 인식한다는 것을 의미한다.

### 확률론과 통계론
로그는 확률론에서도 나타난다. 동전던지기의 수를 무한대까지 증가시킬 때에 앞면이 나올 확률은 1/2에 수렴하지만, 이 1/2의 확률이 나타나지 않을 가능성은 로그로 나타나게 된다.
로그는 로그정규분포에서 발생한다. 확률변수의 로그가 정규분포를 가질 때, 변수는 로그정규분포를 지닌다. 로그정규분포는 변수는 많은 독립된 가능한 확률변수의 제품에서 형성되는 그 어떤 분야든, 예를 들면, 난류연구에서처럼 많은 분야에서 나타난다. 로그는 파라메트릭 통계모델의 최대가능성추정을 위해 사용된다. 그런 모델에 있어서 가능성추정은 추정을 필요로 하는 적어도 한 개의 파라미트에 의존하게 된다. 최대가능성추정(최대로그함수)은 최대가능성로그(“로그가능성”)의 동일한 파라미트의 값에서 발생한다. 로그의 가능성은 극대화하기 더 쉽다. 특히, 독립적인 확률변수를 위한 가능성을 곱할 때 그렇다.
벤포드의 법칙은 같은 건물의 높이 등 여러 데이터 세트에서 숫자의 발생을 설명한다. 벤포드의 법칙에 따르면, 측정 장치와는 관계없이, 데이터 샘플에 있는 항목의 첫 번째 십진수 자리가 d (1부터 9까지)일 확률이 log10(d + 1) − log10(d)와 같다. 그래서 데이터의 약 30%는 첫 번 째 수로서 1을 가질 것이 기대되고, 18%는 2로 시작한다. 감사는 부정 회계를 감지 할 수 벤포드의 법칙에서 편차를 검토한다.

### 계산복잡도
알고리즘의 분석 알고리즘의 성능을 연구하는 컴퓨터 과학의 한 분과이다.(특정 문제를 해결하는 컴퓨터프로그램) 로그는 문제를 더 작은 것들로 나누는 알고리즘을 설명하는 가치이며, 하위 문제들을 해결할 수 있다.
예를 들어, 번호가 아직 발견되지 않은 경우 정렬 목록에서 번호를 찾으려면, 이진 검색 알고리즘은 중간 항목 전이나 후에 중간 항목과 반 진행을 확인한다. 이 알고리즘은, 평균적으로, N이 목록의 길이인 log2(N)비교가 필요하다.마찬가지로, 병합 정렬 알고리즘은 절반으로 목록을 나누어 결과를 통합하기 전에 먼저 정렬하여서 미정렬된 목록을 정렬한다. 병합 정렬 알고리즘은 일반적으로 N · log(N)까지 약 비례시간이 필요하다. 다른 베이스가 사용될 때 그 결과는 단지 상수계수에 의해서 변경하기 때문에 로그의 기본은 여기에 지정되지 않는다. 상수 계수는, 보통 유니폼이 비용 모델에서 알고리즘의 분석에 무시된다.
함수 f(x)는 x의 로그에 (동일하거나 약) 비례 인 경우 대수적인 성장이라고 한다. (그러나, 유기체 성장의 생물 설명은 지수 함수에 대해 이 용어를 사용한다.) 예를 들면, 자연수N 은 더 이상 log2(N) + 1bits이상에서 바이너리 형태로 표현 될 수 없다. 즉, N을 저장하는 데 필요한 메모리의 양은 N과 대수적으로 커나간다.

### 엔트로피와 무질서
엔트로피는 대략 어떤 시스템의 무질서도에 대한 측정을 말한다. 통계 열역학에서, 어떤 물리적 계에 대한 엔트로피 S는 다음과 같다.
{\displaystyle S=-k\sum _{i}p_{i}\ln(p_{i})}
총합은 용기 안의 기체 입자들의 위치와 같이 모든 가능성에 대한 i 값들의 합이다. 덧붙여서 pi는 상태 i 가 가지는 확률이고 k는 볼츠만 상수이다. 비슷하게, 엔트로피는 정보 이론에서 정보의 측정을 뜻한다. 만약 메시지를 각각의 수령인이 받을 확률이 1/N 이라면 정보의 양은 각각의 사람에게 log2(N) 바이트이다.
라이프노프 지수는 동적 시스템의 무질서도의 정도를 측정하는데 로그를 사용한다. 예를 들면, 타원형의 당구대에서 이동하는 입자는 초기 조건의 작은 변화에도 매우 다른 경로의 결과를 나타낸다. 이 같은 계는 초기 상태에 대한 측정값의 작은 오차도 예측적으로 크게 다른 최종 상태를 이끌어 내기 때문에 결정론적인 방법에서 무질서하다. 결정론적 무질서한 계에서의 최소 하나의 라이프노프 지수는 양이다.

### 프랙탈
시에르핀스키 삼각형은 (오른쪽에서) 세 개의 더 작은 삼각형으로 반복적인 등변 삼각형을 대체하여 구성되어 있다. 로그는 프랙탈 차원의 정의에서 발생한다. 프랙탈은 자기와 유사한 기하학적 개체이다: 작은 부품은 적어도 약, 전체 글로벌 구조를 재현한다. 시에르핀스키 삼각형은, 원래 길이의 반으로 양쪽을 가지면서 그 자체의 복사본 세 개에 의해 덮여진다. 이것은 이 구조의 하우스도르프 차원을 log(3)/log(2) ≈ 1.58으로 발생하게 한다. 또 다른 차원의 로그 기반의 개념은 문제의 프랙탈을 충당하기 위해 필요한 상자의 수를 계산하여 얻을 수 있다.

### 음악
로그는 음악의 음색과 음정과도 관련이 있다. 같은 기질에서, 특정한 진동수나 음 높이에 있지 않은 두 음색 사이의 진동수 비율은 오직 음정에만 의존한다.

## 같이 보기
- 상용 로그
- 자연 로그
- 이진 로그
- 반대수 그래프
- 자연로그의 밑
- 지수 함수
- 로그 적분 함수

## 참고 문헌
1. 1 2 3 4  CALCULUS sixth edition Metric International Version, Brooks/Cole Cengage Learning, James Stewart
2. ↑  영문위키 참조, Citation| title = Guide for the Use of the International System of Units (SI)|author = B. N. Taylor|publisher = US Department of Commerce|year = 1995|url = http://physics.nist.gov/Pubs/SP811/sec10.html#10.1.2 보관됨 2007-06-29 - 웨이백 머신
3. ↑  McFarland, David (2007), 《Quarter Tables Revisited: Earlier Tables, Division of Labor in Table Construction, and Later Implementations in Analog Computers》, 1쪽
4. ↑  Robson, Eleanor (2008). 《Mathematics in Ancient Iraq: A Social History》. 227쪽. ISBN 978-0691091822.
5. ↑  Stifelio, Michaele (1544), 《Arithmetica Integra》, London: Iohan Petreium
6. ↑  
Bukhshtab, A.A.; Pechaev, V.I. (2001). “Arithmetic”. 《Encyclopedia of Mathematics》 (영어). Springer-Verlag. ISBN 978-1-55608-010-4.
7. ↑  
Vivian Shaw Groza and Susanne M. Shelley (1972), 《Precalculus mathematics》, New York: Holt, Rinehart and Winston, 182쪽, ISBN 978-0-03-077670-0
8. ↑  Ernest William Hobson (1914). 《John Napier and the invention of logarithms, 1614》. Cambridge: The University Press.
9. ↑  Boyer 1991, Chapter 14, section "Jobst Bürgi"
10. ↑  Gladstone-Millar, Lynne (2003). 《John Napier: Logarithm John》. National Museums Of Scotland. ISBN 978-1-901663-70-9., p.44
11. ↑  Napier, Mark (1834). 《Memoirs of John Napier of Merchiston》. Edinburgh: William Blackwood., p.392.
12. ↑   http://books.google.co.kr/books?hl=ko&lr=&id=s7JoNDSA9zAC&oi=fnd&pg=PA39&dq=the+history+of+logarithm&ots=46FGLzheKp&sig=Vvx-881bVFponWT04BXNILeTyxg#v=onepage&q=the%20history%20of%20logarithm&f=false
13. ↑  William Harrison De Puy (1893). 《The Encyclopædia Britannica: a dictionary of arts, sciences, and general literature ; the R.S. Peale reprint,》 17 9판. Werner Co. 179쪽.
14. ↑  
Maor, Eli (2009). 《e: The Story of a Number》. Princeton University Press. ISBN 978-0-691-14134-3., section 2
15. ↑  Cajori, Florian (1991), 《A History of Mathematics》 5판, Providence, RI: AMS Bookstore, ISBN 978-0-8218-2102-2, p. 152
16. ↑  J. J. O'Connor; E. F. Robertson (2001년 9월), 《The number e》, The MacTutor History of Mathematics archive, 02/02/2009에 확인함
17. ↑  
Maor 2009, sections 1, 13
18. ↑  Eves, Howard Whitley (1992), 《An introduction to the history of mathematics》, The Saunders series 6판, Philadelphia: Saunders, ISBN 978-0-03-029558-4, section 9-3
19. ↑  Boyer, Carl B. (1991), 《A History of Mathematics》, New York: John Wiley & Sons, ISBN 978-0-471-54397-8, p. 484, 489
20. ↑  Bryant, Walter W., 《A History of Astronomy》 (PDF), London: Methuen & Co, 2011년 10월 5일에 원본 문서 (PDF)에서 보존된 문서, 2012년 11월 16일에 확인함, p. 44
21. ↑  Campbell-Kelly, Martin (2003), 《The history of mathematical tables: from Sumer to spreadsheets》, Oxford scholarship online, Oxford University Press, ISBN 978-0-19-850841-0, section 2
22. ↑  Abramowitz, Milton; Stegun, Irene A., 편집. (1972), 《Handbook of Mathematical Functions with Formulas, Graphs, and Mathematical Tables》 10판, New York: Dover Publications, ISBN 978-0-486-61272-0, section 4.7., p. 89
23. ↑  https://terms.naver.com/entry.nhn?cid=200000000&docId=1161600&mobile&categoryId=200000451, 11/16/2012에 확인함
24. ↑  오일러-마스케로니 상수
25. ↑  Transcendence measures for exponentials and logarithms, Journal of the Australian Mathematical Society, Michel Waldschmidt